# Naples Manor
Naples Manor ist ein census-designated place (CDP) im Collier County im US-Bundesstaat Florida. Das U.S. Census Bureau hat bei der Volkszählung 2020 eine Einwohnerzahl von 5.132 ermittelt.

## Geographie
Naples Manor wird vom Tamiami Trail (U.S. 41, SR 90) tangiert und befindet sich fünf Kilometer südöstlich von Naples.

## Demographische Daten
Laut der Volkszählung 2010 verteilten sich die damaligen 5562 Einwohner auf 1430 Haushalte. Die Bevölkerungsdichte lag bei 3090 Einw./km². 57,4 % der Bevölkerung bezeichneten sich als Weiße, 19,8 % als Afroamerikaner, 0,6 % als Indianer und 0,4 % als Asian Americans. 18,2 % gaben die Angehörigkeit zu einer anderen Ethnie und 3,7 % zu mehreren Ethnien an. 71,9 % der Bevölkerung bestand aus Hispanics oder Latinos.
Im Jahr 2010 lebten in 66,6 % aller Haushalte Kinder unter 18 Jahren sowie 16,5 % aller Haushalte Personen mit mindestens 65 Jahren. 89,5 % der Haushalte waren Familienhaushalte (bestehend aus verheirateten Paaren mit oder ohne Nachkommen bzw. einem Elternteil mit Nachkomme). Die durchschnittliche Größe eines Haushalts lag bei 4,39 Personen und die durchschnittliche Familiengröße bei 4,41 Personen.
38,8 % der Bevölkerung waren jünger als 20 Jahre, 30,3 % waren 20 bis 39 Jahre alt, 23,1 % waren 40 bis 59 Jahre alt und 7,8 % waren mindestens 60 Jahre alt. Das mittlere Alter betrug 28 Jahre. 52,5 % der Bevölkerung waren männlich und 47,5 % weiblich.
Das durchschnittliche Jahreseinkommen lag bei 33.500 $, dabei lebten 36,1 % der Bevölkerung unter der Armutsgrenze.
Im Jahr 2000 war Englisch die Muttersprache von 20,35 % der Bevölkerung, spanisch sprachen 64,16 % und 15,49 % sprachen haitianisch.